# Valcivières
Valcivières is een gemeente in het Franse departement Puy-de-Dôme (regio Auvergne-Rhône-Alpes) en telt 209 inwoners (2015). De plaats maakt deel uit van het arrondissement Ambert.

## Geografie
De oppervlakte van Valcivières bedraagt 31,7 km², de bevolkingsdichtheid is 6,8 inwoners per km².
De onderstaande kaart toont de ligging van Valcivières met de belangrijkste infrastructuur en aangrenzende gemeenten.

## Demografie
Onderstaande figuur toont het verloop van het inwonertal (bron: INSEE-tellingen).